# Elkie Brooks
Elkie Brooks (Broughton, Grande Manchester, 25 de fevereiro de 1945) é uma cantora inglesa, que antes de empreender carreira-solo, foi parte do conjunto Vinegar Joe. É conhecida por sua voz forte e marcante.

## Vida e carreira
Brooks nasceu em 1945 como Elaine Bookbinder de pais judeus em Broughton, Grande Manchester e cresceu em Prestwich. Ela frequentou a North Salford Secondary Modern School.
Cantora profissional desde os quinze anos, a estreia de Brooks foi um cover da canção de Etta James, "Something's Got A Hold On Me", lançada pela Decca em 1964. Ela passou a maior parte da década de 1960 na cena do jazz britânica. No início dessa década esteve no apoio de um espetáculo natalino dos Beatles em Londres. Também participou de turnês nos Estados Unidos com a banda The Animals, entre outros grupos.
Após conhecer Pete Gage, com quem viria a se casar, viria a participar da banda Vinegar Joe, junto a Gage e Robert Palmer. Elkie ganhou reputação de "selvagem" da banda, em função da vivacidade de suas apresentações. Após três álbuns, a banda dissolveu-se em 1974, com Brooks e Palmer seguindo carreiras solo. Após algum tempo nos Estados Unidos com uma banda de boogie, Elkie retornou à Inglaterra. Seu primeiro álbum solo na A&M Records foi Rich Man's Woman, de 1975. Elkie teve problemas em função da capa, que foi considerada ultrajante na época (seminua, Elkie exibia um de seus seios). 
Desde então, Elkie Brooks manteve uma carreira constante, fazendo turnês quase todo ano desde o início de sua carreira solo. Sua turnê de 1982 foi vista por mais de 140.000 pessoas em apenas três meses. Apresentou-se em quase todo palco importante do Reino Unido, incluindo-se na lista lugares como: London Palladium, Dominion Theatre, Hammersmith Apollo, Ronnie Scott's, Royal Albert Hall and Wembley Arena.

## Família
Em 1978, Elkie Brooks casou-se com o engenheiro de som Trevor Jordan: eles têm dois filhos. Trevor Jordan tem sido o engenheiro de som de Brooks desde 1977.

## Discografia

### Álbuns de estúdio
| Ano  | Álbum                                    | Posição na parada do Reino Unido | Gravadora        |
| ---- | ---------------------------------------- | -------------------------------- | ---------------- |
| 1975 | Rich Man's Woman                         | -                                | A&M              |
| 1977 | Two Days Away                            | 16                               | A&M              |
| 1978 | Shooting Star                            | 20                               | A&M              |
| 1979 | Live and Learn                           | 34                               | A&M              |
| 1981 | Pearls                                   | 2                                | A&M              |
| 1982 | Pearls II                                | 5                                | A&M              |
| 1984 | Minutes                                  | 35                               | A&M              |
| 1984 | Screen Gems                              | 35                               | A&M              |
| 1986 | No More the Fool                         | 5                                | Legend           |
| 1988 | Bookbinder's Kid                         | 57                               | Legend           |
| 1989 | Inspiration                              | 58                               | Telstar          |
| 1991 | Pearls III (Close to the Edge)           | -                                | Freestyle        |
| 1993 | Round Midnight                           | 27                               | Castle           |
| 1994 | Nothin' But the Blues                    | 58                               | Castle           |
| 1995 | Circles                                  | -                                | Permanent        |
| 1996 | Amazing                                  | 49                               | Carlton Classics |
| 2003 | Shangri-La                               | -                                | Classic Pictures |
| 2003 | Trouble in Mind (com Humphrey Lyttelton) | -                                | Classic Pictures |
| 2005 | Electric Lady                            | -                                | Swing Cafe       |

### Álbuns ao vivo
| Ano  | Álbum                 | Gravadora   |
| ---- | --------------------- | ----------- |
| 1997 | The Pearls Concert    | Artful      |
| 2000 | Live at the Palladium | JAM Records |
| 2000 | Live 2000             | JAM Records |
| 2005 | Don't Cry Out Loud    | Recall      |
| 2007 | Live With Friends     | EMP         |

### Coletâneas
| Ano  | Álbum                         | Posição na parada do Reino Unido | Gravadora |
| ---- | ----------------------------- | -------------------------------- | --------- |
| 1986 | The Very Best of Elkie Brooks | 10                               | Telstar   |
| 1997 | The Very Best of Elkie Brooks | 23                               | Polygram  |

### Singles
| Ano  | Canção                                                | Posição na parada do Reino Unido | Álbum                             | Gravadora        |
| ---- | ----------------------------------------------------- | -------------------------------- | --------------------------------- | ---------------- |
| 1964 | "Something's Got a Hold on Me"                        | -                                | -                                 | Decca            |
| 1964 | "Nothing Left to Do but Cry"                          | -                                | -                                 | Decca            |
| 1965 | "The Way You Do the Things You Do"                    | -                                | -                                 | Decca            |
| 1965 | "He's Gotta Love Me"                                  | -                                | -                                 | HMV              |
| 1965 | "All of My Life"                                      | -                                | -                                 | HMV              |
| 1966 | "Baby Let Me Love You"                                | -                                | -                                 | HMV              |
| 1969 | "Come September"                                      | -                                | -                                 | NEMS             |
| 1974 | "Rescue Me"                                           | -                                | -                                 | Island           |
| 1975 | "Where Do We Go From Here"                            | -                                | Rich Man's Woman                  | A&M              |
| 1975 | "He's a Rebel"                                        | -                                | Rich Man's Woman                  | A&M              |
| 1977 | "Pearl's a Singer"                                    | 8                                | Two Days Away                     | A&M              |
| 1977 | "Saved"                                               | -                                | Two Days Away                     | A&M              |
| 1977 | "Sunshine After the Rain"                             | 10                               | Two Days Away                     | A&M              |
| 1977 | "Do Right Woman, Do Right Man"                        | -                                | Two Days Away                     | A&M              |
| 1978 | "Lilac Wine"                                          | 16                               | Pearls                            | A&M              |
| 1978 | "Only Love Can Break Your Heart"                      | 43                               | Shooting Star                     | A&M              |
| 1978 | "Since You Went Away"                                 | -                                | Shooting Star                     | A&M              |
| 1978 | "Stay with Me" (somente na Holanda)                   | -                                | Shooting Star                     | A&M              |
| 1979 | "Don't Cry Out Loud"                                  | 12                               | Pearls                            | A&M              |
| 1979 | "The Runaway"                                         | 50                               | -                                 | A&M              |
| 1979 | "He Could Have Been an Army"                          | -                                | Live and Learn                    | A&M              |
| 1979 | "Falling Star"                                        | -                                | Live and Learn                    | A&M              |
| 1980 | "Why Don't You Say It"                                | -                                | -                                 | A&M              |
| 1980 | "Paint Your Pretty Picture"                           | -                                | Pearls                            | A&M              |
| 1980 | "Dance Away"                                          | -                                | Pearls                            | A&M              |
| 1981 | "Warm and Tender Love"                                | -                                | Pearls                            | A&M              |
| 1981 | "Fool (If You Think It's Over)" (versão de Chris Rea) | 17                               | Pearls                            | A&M              |
| 1982 | "Our Love"                                            | 43                               | Pearls II                         | A&M              |
| 1982 | "Nights in White Satin"                               | 33                               | Pearls II                         | A&M              |
| 1982 | "Will You Write Me a Song"                            | -                                | Pearls II                         | A&M              |
| 1983 | "Gasoline Alley"                                      | 52                               | Pearls II                         | A&M              |
| 1983 | "I Just Can't Go On"                                  | -                                | Pearls II                         | A&M              |
| 1984 | "Minutes"                                             | -                                | Minutes                           | A&M              |
| 1984 | "Driftin'"                                            | -                                | Minutes                           | A&M              |
| 1984 | "Once in a While"                                     | -                                | Screen Gems                       | A&M/EMI          |
| 1986 | "No More the Fool"                                    | 5                                | No More the Fool                  | Legend           |
| 1987 | "Break the Chain"                                     | 55                               | No More the Fool                  | Legend           |
| 1987 | "We've Got Tonight"                                   | 69                               | No More the Fool                  | Legend           |
| 1988 | "Sail On"                                             | -                                | Bookbinders Kid                   | Legend           |
| 1989 | "Shame"                                               | -                                | Inspiration                       | Telstar          |
| 1989 | "You're the Inspiration" (somente na Bélgica)         | -                                | Inspiration                       | Telstar/Disky    |
| 1990 | "I'll Never Love This Way Again"                      | -                                | Inspiration                       | Telstar          |
| 1990 | "For the World" (retirado antes do lançamento)        | -                                | -                                 | European Artists |
| 1991 | "The Last Teardrop"                                   | -                                | Pearls III (Close to the Edge)    | Freestyle        |
| 1991 | "One of a Kind (Belgium only)"                        | -                                | Pearls III (Close to the Edge)    | Freestyle/Dureco |
| 1999 | "Too Much Too Lose"                                   | 127                              | Unfinished Business (não lançado) | BMG              |
| 2005 | "Out of the Rain"                                     | -                                | Electric Lady                     | Swing Cafe       |